# Zwieselgraben (Fohnsdorfer Graben)
Der Zwieselgraben ist ein Tal in der Gemeinde Fohnsdorf, das nördlich vom Fohnsdorfer Graben liegt. Der Fohnsdorferbach durchfließt erst den Zwieselgraben und dann den Fohnsdorfer Graben, bevor er in Aichdorf in die Pöls mündet.